# Passiflora maguirei
Passiflora maguirei Killip – gatunek rośliny z rodziny męczennicowatych (Passifloraceae Juss. ex Kunth in Humb.). Występuje endemicznie w Gujanie. 

## Morfologia
PokrójZdrewniałe, trwałe, nagie liany.
LiściePodłużnie eliptyczne lub eliptyczne, rozwarte lub ostrokątne u podstawy, skórzaste. Mają 12–35 cm długości oraz 5–13 cm szerokości. Całobrzegie, z tępym lub ostrym wierzchołkiem. Ogonek liściowy jest owłosiony i ma długość 5–15 mm. Przylistki są nietrwałe.
KwiatyPojedyncze. Działki kielicha są liniowo podłużne, mają 2,2–4,5 cm długości. Płatki są podłużne, mają 2,2–3,5 cm długości. Przykoronek ułożony jest w 2–3 rzędach, żółtawy, ma 3–23 mm długości.
OwoceSą jajowatego lub prawie jajowatego kształtu. Mają 4 cm długości i 2,5 cm średnicy.

## Biologia i ekologia
Występuje w wiecznie zielonych lasach na nizinach.